# Колыван (персонаж)
Колыва́н — персонаж из франшизы «Три богатыря», один из главных антагонистов мультфильмов «Добрыня Никитич и Змей Горыныч» и «Три богатыря на дальних берегах».

## Характеристика
Колыван — толстый мужчина в красной шапке и зелёном кафтане, имеет широкое лицо с густыми бровями, огромным носом и бородкой, алчный и лживый купец. Он — сподвижник Князя Киевского, воздействующий на него и на других персонажей как «взыскательный кредитор»: «Человек он был, прямо сказать, не простой, то ли от богатства злоба у него была, то ли ещё чего, а только много вреда от него народ добрый видывал. А ещё говорили, что у него тайная сила была в играх разных». В речевом поведении самого Колывана на первый план выходит его скаредность (любому из собеседников купец на всем протяжении мультфильма навязчиво предлагает один и тот же засохший гостинец: «Угостись пряником») и стремление манипулировать должниками (каждый свой диалог Колыван начинает с предложения собеседнику отыграться («Отыграться хочешь?»), после чего заставляет с целью уплаты долга выполнять выгодные для себя действия).
В мультфильме «Добрыня Никитич и Змей Горыныч» Колыван представлен как «непростой человек» с «тайной силой в играх». Когда Князь Киевский проиграл в лотерею Колывану, он предлагает простить долг за женитьбу на племяннице князя Забаве. Затем персонаж пытается обманом заинтересовать девушку. Именно Колыван разрабатывает коварный план похищения княжеской племянницы Забавы, прагматично мотивируя свой к ней интерес: «Вот меня хоть возьми, всё вроде при мне, а хозяйки в доме нету. Короче, жениться я надумал <…> Да причём здесь любовь-то? Всё чин по чину. Я Змей Горыныча зарубил, я тебя освободил — стало быть, тебе замуж за меня идти». Купец строит козни против Добрыни Никитича и шантажирует Бабу-Ягу. В конце концов Добрыня и его помощники побеждают, а сам Колыван убегает. Примечательно, что в мультфильме в одной сцене Колыван говорит верблюду Добрыни Васе «А теперь — горбатый! Я сказал: горбатый!», что является отсылкой к фразе Глеба Жеглова в фильме «Место встречи изменить нельзя».
В «Трёх богатырях на дальних берегах» Колыван одет в западноевропейский костюм, поэтому остальные персонажи путают его с немцем. Персонаж первоначально появляется в избушке на курьих ножках, увешанный характерными для «челноков» 1990-х годов клетчатыми сумками, в которых находятся поломанные игрушечные фигуры котов китайского производства. Под видом иностранца барона фон Курдюка Колыван стал торговать у стен киевского Кремля, но глупость говорящего коня Юлия в сочетании с собственным энтузиазмом приводит Колывана к князю. Вместе с Бабой-Ягой купцу, прикинувшимся немецким «Бароном фон Курдюком», вскоре удаётся захватить власть в Киеве, объявив себя «верховным правителем», и отправить богатырей на тропический остров. По итогу отдохнувшие и загоревшие богатыри вернулись в Киев и впоследствии вернули власть Князю Киевскому, а Колывану снова пришлось бежать.

## Озвучивание
- мультфильм «Добрыня Никитич и Змей Горыныч» (2006, Андрей Толубеев)[5];
- видеоигра «Добрыня Никитич и Змей Горыныч» (2006, Анатолий Петров);
- видеоигра «Три богатыря и Шамаханская царица» (2010, Александр Боярский);
- мультфильм «Три богатыря на дальних берегах» (2012; Фëдор Бондарчук)[6][7][5].

## Интернет-мем
Образ Колывана был «растиражирован» в интернет-коммуникации, став одним из самых популярных интернет-мемов 2018 и 2019 годов под названием «Калыва́н», с помощью которого пользователи социальных сетей активно обсуждали различные явления социальной и культурной жизни общества.
В начале февраля 2019 года в социальных сетях с Колываном возникли абстрактные постироничные мемы, известные под общим названием «Калыван». 10 февраля во «ВКонтакте» было создано сообщество «Калыван как смысл жизни». В некоторых мемах образ торговца используется как ироничное олицетворение человеческих недостатков. В большинстве случаев шаблон используется для абстрактных мемов. Мем «Калыван» пересекался с более ранними шутками. Пользователи часто играли со словами, которые совпадают с именем Колывана: Навальный становится «Калывальным», а штат Калифорния становится «Калыфорнией». Ещё бо́льшую популярность мем приобрёл после того, как в социальных сетях пользователи стали публиковать рисунки по мотивам мультфильмов студии «Мельница»: пользователи Твиттера обратили внимание на современные российские мультфильмы о героях и решили, что героям вполне можно дать новый образ, сексуализировав их.

## Оценки
Кандидат филологических наук Н. С. Шушанян отмечает, что сценарист сделал главных героев-антагонистов «оккупантами»; для создания образа Колывана использовался известный со времён Николая Гоголя стереотип типичного русского чиновника, обладающего алчностью. Так, у Колывана присутствуют признаки проявления сексизма, он охотно принимает взятки от бояр и не выделяется в лучшую сторону интеллектом.
Исследователь Надежда Конобеева утверждает, что негативность образа Колывана подчёркивается не только его необычным талантом в виде безоговорочной победы в азартных играх, но и голосом, внешностью и речью. В речи Колыван довольно часто употребляет сленг и обсценную лексику (арго), купец сам по себе некрасив, проявляет неопрятность, сморкаясь на руку, одет в тёмные тона. Конобеева считает, что образ персонажа стал не только символом алчности и обмана, но и новым художественным воплощением тёмных сил.
Доктор филологических наук Е. Н. Ильина и В. С. Тиво считают, что если образ Бабы-Яги во франшизе «Три богатыря» в своём речевом решении достаточно традиционен, то Колыван представляет собой весьма удачную авторскую находку. Исследователи пишут, что в речи персонаж мультфильма находит своё отражение неблагообразной внешности Колывана и его склонности к стяжательству.

### Комментарии
1. ↑  Забава, например, ему отвечает: «Ах ты мухомор старый, пень ты трухлявый!».
2. ↑  Баба-Яга о прощении долга взамен на изготовление приворотного зелья: «Эх-х-х-х, Колыван, я, можно сказать, на всё ради тебя готова, а ты — половину».
Добрыня Никитич о бегстве Колывана: «Пусть бежит — без расписок своих он никто».